# Tutti defunti... tranne i morti
Pour plus de détails, voir Fiche technique et Distribution.
Tutti defunti... tranne i morti est un film italien réalisé par Pupi Avati, sorti en 1977.

## Synopsis
Dante est chargé de la diffusion d'un livre d'auteur dont le sujet traite de familles de la noblesse et qui est destiné précisément à celles qui y sont mentionnées, mais il ne trouve que celle du marquis Zanotti. Il entre dans la villa, mais le marquis Ignace, vient de mourir et tous les parents sont à son chevet. Ilaria la fille du marquis s'empresse d'inviter Dante à dîner. Au même moment, l'auteur du livre est tué, les livres brûlés et deux meurtres sont commis dans la villa. Pour démêler l'affaire, la famille fait appel au détective privé Martini dont la première mesure est d'enfermer tout le monde à l'intérieur de la villa, mais les meurtres continuent...

## Fiche technique
- Titre : Tutti defunti... tranne i morti
- Réalisation : Pupi Avati
- Scénario : Pupi Avati, Antonio Avati, Gianni Cavina et Maurizio Costanzo
- Photographie : Pasquale Rachini
- Musique : Amedeo Tommasi
- Pays d'origine : Italie
- Genre : thriller
- Date de sortie : 1977

## Distribution
- Gianni Cavina : Martini
- Francesca Marciano : Ilaria
- Carlo Delle Piane : Dante
- Greta Vaillant : Hilde
- Michele Mirabella : Buster
- Valentino Macchi : Prete